# Ставище (заказник)

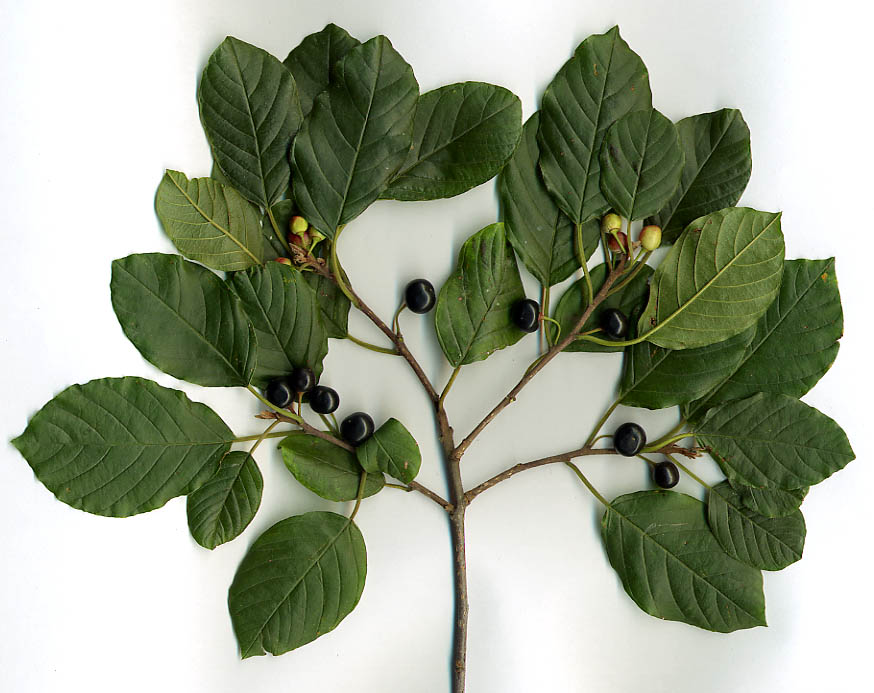
Крушина ламка

Стави́ще — ботанічний заказник місцевого значення в Україні. Розташований у межах Кролевецького району Сумської області, на захід від села Спаське.
Площа 30 га. Статус надано 1977 року. Перебуває у віданні ДП «Кролевецьке лісомисливське господарство» (Кролевецьке л-во, кв. 55, діл. 1-2, 4, 6-9, 11-19, 23.1, 24).

## Опис
По одному із ярів вздовж західної межі заказника протікає струмок, який бере початок у верхній частині масиву із підземного джерела. Основні площі тут займають світлі соснові ліси.
На більш високих місцях зростають соснові ліси, в трав'яному покриві яких переважають злаки. Часто в цих лісах добре розвинений м'який килим із зелених мохів. На більш знижених ділянках серед сосен зростають також берези. Тут же можна побачити і кущі крушини ламкої. На досить освітлених місцях привертають увагу куртини суниці лісової. Поруч зростають пахучка звичайна, сухоцвіт весняний, зіновать руська, інколи домінує орляк звичайний. Тут також можна побачити такі бореальні види, як грушанка мала та ортилія однобока.
В заказнику є ділянки, де разом з сосною зростають дуби та в'язи, а в підліску — ліщина та бузина чорна. В трав'яному покриві таких лісів переважають папороті — щитник чоловічий та безщитник жіночий, до яких домішується щитник шартрський. Тут же трапляється рідкісний для Сумщини вид папоротей — щитник австрійський.
В заказнику трапляються зарості малини, в долині струмка-вільхові та тополеві ліси. До вільхи зрідка додається в'яз. У трав'яному покриві переважають комиш озерний та осока гостроподібна. Можна знайти такі вологолюбні види, як вех широколистий, череда поникла, вовконіг європейський. У цих лісах можна побачити трав'янисту ліану — паслін солодко-гіркий з червоними плодами. В цих заростях піднімає свої фіолетові квіти в суцвіттях-завитках цілюща рослина — живокіст лікарський.
У тополевому лісі поруч з тополею чорною (осокорем) трапляються досить могутні дерева верби білої, а також поодинокі в'язи. В підліску зростає свидина кров'яна, яка особливо виділяється восени, коли її листя стає карміново-червоним. В трав'яному покриві переважають кропива та розхідник звичайний. Тут також можна побачити різні папороті, а серед злаків зростають костриця велетенська та куцоніжка лісова.
Фауна заказника представлена, головним чином, лісовими, в меншій мірі — гідрофільними видами, що трапляються біля струмка. Серед великих ссавців можна назвати кабанів, пориї яких є на лісових галявинах. З хижаків трапляється лисиця та лісова куниця, з комахоїдних — кріт. Серед птахів відмічені чорний та співочий дрозди, велика та блакитна синиці, болотяна гаїчка, великий строкатий та малий дятли, крук, сойка, повзик, підкоришник, зяблик, вівчарик-ковалик, канюк звичайний. Із земноводних у струмку найбільш численними є озерні жаби, серед яких є величезні екземпляри (до 30 см), більш характерні для великих річок та водосховищ Дніпровського каскаду. Також в заказнику трапляється рідкісна для області жаба — звичайна квакша.
Заказник «Ставище» — добре збережена лісова ділянка з типовими для Сумщини флорою і фауною.